# Ljungaverk
Ljungaverk – miejscowość (tätort) w Szwecji w gminie Ånge w regionie Västernorrland. Około 917 mieszkańców.